# Primer ministre de l'Índia
El primer ministre de l'Índia, com estableix la Constitució de l'Índia, és el cap de govern, assessor principal del president de l'Índia, cap del Consell de Ministres i el líder del partit majoritari al Parlament de l'Índia. El primer ministre encapçala la branca executiva del Govern de l'Índia.
El primer ministre és el membre més gran del gabinet en el poder executiu del govern en un sistema parlamentari. El primer ministre selecciona i pot acomiadar a altres membres del gabinet, assigna els càrrecs dels membres del govern, és el president del gabinet i el responsable de presentar les lleis. La renúncia o mort del primer ministre dissol el gabinet.
El primer ministre és nomenat pel president per ajudar-lo en l'administració dels assumptes de l'executiu. L'actual primer ministre, Narendra Modi, és en el càrrec des del 26 de maig de 2014.

## Marc constitucional i posició
La constitució considera un projecte de comeses on el president és tècnicament el cap de l'executiu, segons l'article 53, i la funció del primer ministre consistiria a encapçalar el consell de ministres per ajudar i aconsellar al president en el compliment del poder executiu.
Índia es regeix pel sistema de Westminster, i el primer ministre és normalment el líder del partit (o de la coalició de partits) que té majoria a la cambra baixa de Lok Sabha (Parlament indi). El primer ministre ha de ser un membre d'una de les càmeres del parlament o algú elegit en un termini de sis mesos.

## Paper
Lidera el funcionament i l'actuació de l'autoritat governamental índia. És convidat pel president com a líder de la majoria per formar govern i preparar les seves jurisdiccions. El primer ministre, a més, proposa al president els membres del seu gabinet, i treballa juntament amb el seu gabinet participant en les funcions més importants del govern de l'Índia.
Com a cap del govern, el primer ministre és responsable del repartiment de tasques governamentals dels diferents ministeris i oficis segons les Regles del govern de l'Índia (Assignació d'ocupacions) de 1961 a càrrec del primer ministre que regulen les tasques de diversos ministeris, normalment designades en la Secretaria Ministerial que intervindria com a agència nodal per al funcionament dels diferents ministeris. I encara que normalment el conjunt de tasques governatives s'hagi de dividir en diversos ministeris, el primer ministre ha de mantenir certes carteres.